# Leptataspis acuta
Leptataspis acuta är en insektsart som beskrevs av Schmidt 1910. Leptataspis acuta ingår i släktet Leptataspis och familjen spottstritar. Inga underarter finns listade i Catalogue of Life.